# Panaphidina
Sous-tribu
Synonymes
- Callipterinae Herrich-Schaeffer, 1857
- Callaphidae
- Callaphididae
- Callaphidinae
- Callaphidini
- Callipterea Herrich-Schaeffer, 1857
- Callipteri Herrich-Schaeffer, 1857
- Callipteriden Herrich-Schaeffer, 1857
- Callipteriden
- Callipterii Herrich-Schaeffer, 1857
- Callipterina Herrich-Schaeffer, 1857
- Callipterini Herrich-Schaeffer, 1857
- Eucallipterina Quednau, 1954
- Panaphidii Oestlund, 1923
- Panaphini Oestlund, 1923
- Pterocallidea Quednau, 1954
- Therioaphidinae Börner, 1944
- Callaphidina
- Callaphinidae
- Panaphina Oestlund, 1923
- Therioaphidina Börner, 1944

Les Panaphidina forment une sous-tribu d'insectes de l'ordre des hémiptères, de la super-famille des Aphidoidea (pucerons), de la famille des Aphididae, de la sous-famille des Calaphidinae et de la tribu des Panaphidini.
Le genre-type est Panaphis.

## Genres
Appendiseta - Bicaudella - Chromaphis - Chromocallis - Chuansicallis - Chucallis - Cranaphis - Ctenocallis - Dasyaphis - Eucallipterus - Indiochaitophorus - Melanocallis - Mesocallis - Monellia - Monelliopsis - Neochromaphis - Neocranaphis - Panaphis - Phyllaphoides - Protopterocallis - Pseudochromaphis - Pterocallis - Quednaucallis - Sarucallis - Shivaphis - Sinochaitophorus - Subtakecallis - Takecallis - Therioaphis - Tiliaphis - Tinocallis - Tinocalloides